# CORE PRIDE
「CORE PRIDE」（コア・プライド）は、UVERworldの19枚目ののシングル。2011年5月11日にgr8!recordsより発売された。

## 概要
前作「MONDO PIECE」から2ヶ月連続リリースとなる2011年第2弾シングル。6thオリジナルアルバム『LIFE 6 SENSE』からの先行シングル。12thシングル「儚くも永久のカナシ」以来のアニメタイアップで、16thシングル「クオリア」以来の初回生産限定盤、通常盤、アニメ盤の3形態でのリリースとなった。
キャッチコピーは『死にものぐるいで　未来を変えてやる』。

## 収録内容

### 初回生産限定盤・通常盤
| 全作詞: TAKUYA∞。 |                                     |           |              |                       |      |
| #                 | タイトル                            | 作詞      | 作曲         | 編曲                  | 時間 |
| 1.                | 「CORE PRIDE」                      | TAKUYA∞   | 彰 / TAKUYA∞ | UVERworld / 平出悟    | 4:17 |
| 2.                | 「境地・マントラ」                  | TAKUYA∞   | UVERworld    | UVERworld / 平出悟    | 3:06 |
| 3.                | 「UVER Battle Royal 〜桁外れmix〜」 | TAKUYA∞   |              | DJ KAYA & Ayumu Ogawa | 4:05 |
| 合計時間:         | 合計時間:                           | 合計時間: | 合計時間:    | 11:28                 |      |

DVD
| #  | タイトル        | 作詞 | 作曲・編曲 |
| -- | --------------- | ---- | ---------- |
| 1. | 「6つの風」     |      |            |
| 2. | 「D-tecnoLife」 |      |            |
| 3. | 「クオリア」    |      |            |

| #  | タイトル                         | 作詞 | 作曲・編曲 |
| -- | -------------------------------- | ---- | ---------- |
| 1. | 「LAST Tour 2010 interval #1-5」 |      |            |

| #  | タイトル            | 作詞 | 作曲・編曲 |
| -- | ------------------- | ---- | ---------- |
| 1. | 「UVERworld予告編」 |      |            |

### 期間生産限定盤
| #         | タイトル                            | 作詞  | 作曲・編曲   | 時間 |
| --------- | ----------------------------------- | ----- | ------------ | ---- |
| 1.        | 「CORE PRIDE」                      |       | 彰 / TAKUYA∞ | 4:17 |
| 2.        | 「境地・マントラ」                  |       |              | 3:06 |
| 3.        | 「UVER Battle Royal 〜桁外れmix〜」 |       |              | 4:05 |
| 4.        | 「CORE PRIDE」(アニメver.)          |       |              | 1:30 |
| 合計時間: | 合計時間:                           | 12:58 |              |      |

## 楽曲解説
1. CORE PRIDE
  - MBS・TBS系アニメ『青の祓魔師』前期オープニングテーマ[5]。

歌詞は、TAKUYA∞の実体験をもとに書かれた[4]。サックス担当のSEIKAが参加している。PVは神奈川県川崎市宮前区にあるAvaco Studio（さぎ沼スタジオ）での生演奏を収録し、同映像にはSEIKAも参加している。SEIKAのPV出演は今作が初となる。撮影は2011年4月27日、観客無し、一発録りで行われた[6]。ラジオ『UVERworldのcore ability studioに再び集合!』で放送された際、サビの一節にある”黒い雨”が原爆をイメージさせるため自主規制音が入れられた。
2. 境地・マントラ
インスト曲。歌詞は存在するが、メンバーの意向により発表されていない。
3. UVER Battle Royal 〜桁外れmix〜
UVERworldがこれまでに発表した、「トキノナミダ」「Nitro」「コロナ」「撃破」「GOLD」を、UNITED COLORSのDJ KAYAとAyumu Ogawaがミックスした楽曲。主に「Nitro」「GOLD」がベースとなっている。PVが制作された。

## 収録アルバム
1. CORE PRIDE
  - 6thスタジオ・アルバム『LIFE 6 SENSE』
  - 2ndベスト・アルバム『ALL TIME BEST -MEMBER BEST-』

## カバー
CORE PRIDE
- RAISE A SUILEN［レイヤ（Raychell）、チュチュ（紡木吏佐）］ - 2021年5月2日にゲーム『バンドリ! ガールズバンドパーティ!』に追加収録[7]。同年11月10日発売のアルバム『バンドリ！ ガールズバンドパーティ！ カバーコレクション Vol.6』でCD初収録[8]。Raychellが歌唱パート、紡木がRAPパートを担当。
- GYROAXIA - カバーアルバム「ARGONAVIS Cover Collection -Marble-」（2021年11月17日発売）に収録。